# Ptilura argyraspis
Ptilura argyraspis är en fjärilsart som beskrevs av Holland 1893. Ptilura argyraspis ingår i släktet Ptilura och familjen tandspinnare. Inga underarter finns listade.